# Wapen van Ellewoutsdijk

Wapen van Ellewoutsdijk

Het wapen van Ellewoutsdijk werd op 31 juli 1817 bevestigd door de Hoge Raad van Adel aan de Zeeuwse gemeente Ellewoutsdijk. Per 1970 ging Ellewoutsdijk op in de gemeente Borsele. Het wapen van Ellewoutsdijk is daardoor definitief komen te vervallen als gemeentewapen.

## Blazoenering
De blazoenering van het wapen luidde als volgt:
Zijnde van sabel, beladen met een fasce van zilver, waarop een kruis, verzeld aan weerskanten van de getalletter elf, alles van keel.
De heraldische kleuren zijn sabel (zwart), zilver (wit) en keel (rood). In het register van de Hoge Raad van Adel zelf wordt geen beschrijving gegeven, slechts een afbeelding.

## Verklaring
Het wapen van het geslacht Van Borssele is de basis voor het gemeentewapen geweest, die tussen 1385 en 1418 de Heren van de heerlijkheid Ellewoutsdijk waren. Het heerlijkheidswapen voerde al de combinatie 11x11. In het Nieuwe Cronijk van Zeeland van Smallegange, eind 17e eeuw, werd het wapen al genoemd.
Voor de combinatie 11x11 bestaan drie verklaringen:
- Naar aanleiding van plannen om het dorp tot een stad te verheffen, stemde de plaatselijke raad met vier (II en II) van de tien (X) stemmen voor
- 11x11 werd vroeger gebruikt bij het ondertekenen van aktes als een ondertekenaar, i.e. een schout of schepen van Ellewoutsdijk, niet kon schrijven.
- De combinatie 11 x 11 is bedoeld als een sprekend element. Ellewoutsdijk kwam in 1486 als Elfsdijck en in 1482 als Elffdijck voor. De zilveren dwarsbalk zou dan meteen symbool staan voor de dijk.

De laatste verklaring wordt als zeer aannemelijk beschouwd.

## Vergelijkbare wapens
De volgende wapens zijn eveneens afgeleid van het familiewapen van de familie van Borssele:

Het huidige wapen van de gemeente Borsele per 1970
Het wapen van de oude gemeente Borssele 1817-1970
Het wapen van Baarsdorp
Het wapen van de heerlijkheid Brigdamme
Het wapen van Tholen (in de schildzoom)
Het wapen van Veere (als hartschild)
Het wapen van Westbroek